# Обермайер, Отто
Отто Обермайер (полное имя Отто Гуго Франц Обермайер, нем. Otto Hugo Franz Obermeier; 13 февраля 1843, Шпандау, Королевство Пруссия — 20 августа 1873, Берлин, Германская империя) — немецкий врач, микробиолог, патоморфолог, паразитолог, которого считают отцом немецкой паразитологии и тропической медицины. Открыл возбудитель эпидемического возвратного тифа.

## Биография
Родился в семье унтер-офицера.

### Образование
Получил среднее образование в родном городе, а затем поступил в Университет Гумбольдта в Берлине. Во время учёбы слушал лекции выдающихся ученых того времени, в частности Рудольфа Вирхова. В 1866 году защитил нейроанатомическую диссертацию, посвященную изучению волокон Пуркине (нем. De filamentis Purkiniani).

### Научная карьера
После этого четыре года проработал ассистентом в психиатрической клинике профессора Вирхова в Шарите. Здесь он работал над проблемой ранних эпидемиологических исследований тифа, холеры и эпидемического возвратного тифа. В 1868 году он обнаружил, благодаря своим глубоким знаниям микроскопических методов, возбудителя эпидемического возвратного тифа (в дальнейшем «Borrelia obermeieri» / «Borrelia recurrentis») в крови нескольких пациентов. Об этом наблюдении Обермайер сообщил на заседании Берлинского медицинского общества 26 февраля 1873 года.
В протоколе было записано:
Обермайер сделал заявление, что он наблюдал нитевидные структуры с большим постоянством в крови больных возвратным тифом. Уже во время первой эпидемии возвратной горячки, которая состоялась в Берлине с ноября 1867 до мая 1868 года он исследовал кровь 82 пациентов (...) он тогда заметил в фибриновых сгустках (...) фасонные нити, которые находились в постоянном движении. (...)
В этом году он предложил рассмотреть этот вопрос еще раз. При рецидиве у пациентки, 17-летней девушки, которая была первой исследованной ранее, увидел те же структуры, очень тонкие нити разной длины в постоянном движении между кучей клеток крови. (...) В 500-кратном увеличении было замечено, когда кровь состояла в известных формах монетных валков, постепенно между ними появлялись нити неизмеримо тонкой, видимо, гиалиновой плазмы. Наблюдались постоянные движения, в том числе, волнистые и спиральные движения нитей пересекались, они образовывали комочки, которые потом напоминали амеб.
Вследствие существовавшего в то время закона, который запрещал больше чем два года быть на одной и той должности, 1 апреля 1873 года был уволен из клиники Шарите. Тогда в Берлине бушевала эпидемия холеры. Обермайер хотел выявить возбудителя, поэтому проводил упорные исследования, но в неприспособленных для этого условиях собственной квартиры. Из-за этого, вероятно 16 августа, он заразился холерным вибрионом и вскоре заболел. Несмотря на болезнь он продолжал микроскопические исследования своих испражнений вплоть до самой смерти 20 августа 1873 года в возрасте всего 30 лет.
В его честь Фердинанд Юлиус Кон предложил в 1875 году название возбудителя эпидемического возвратного тифа «Borrelia obermeieri».